# ایوانو بونتی
ایوانو بونتی (انگلیسی: Ivano Bonetti؛ زادهٔ ۱ اوت ۱۹۶۴) بازیکن فوتبال اهل ایتالیا است.
از باشگاه‌هایی که در آن بازی کرده‌است می‌توان به باشگاه فوتبال کریستال پالاس، باشگاه فوتبال ترانمره راورز، باشگاه فوتبال تورینو، باشگاه فوتبال یوونتوس، باشگاه فوتبال بولونیا، باشگاه فوتبال برشا، باشگاه فوتبال سمپدوریا، باشگاه فوتبال گریمزبی تاون، باشگاه فوتبال آتالانتا، باشگاه فوتبال جنوآ، و باشگاه فوتبال داندی اشاره کرد.